# Giovane Italia (2009)
La Giovane Italia è stata l'organizzazione giovanile ufficiale del Popolo delle Libertà e, dal 2013 al 2014, di Forza Italia, a cui prendevano parte gli aderenti e gli associati al partito che avevano tra i 14 e i 36 anni, che nel 2014 confluisce in Forza Italia Giovani. Era attiva nelle scuole superiori e nelle università tramite l'organizzazione Studenti per le Libertà. Dal 2009 al 2013 Giovane Italia ha organizzato annualmente la manifestazione di Atreju.

## Storia

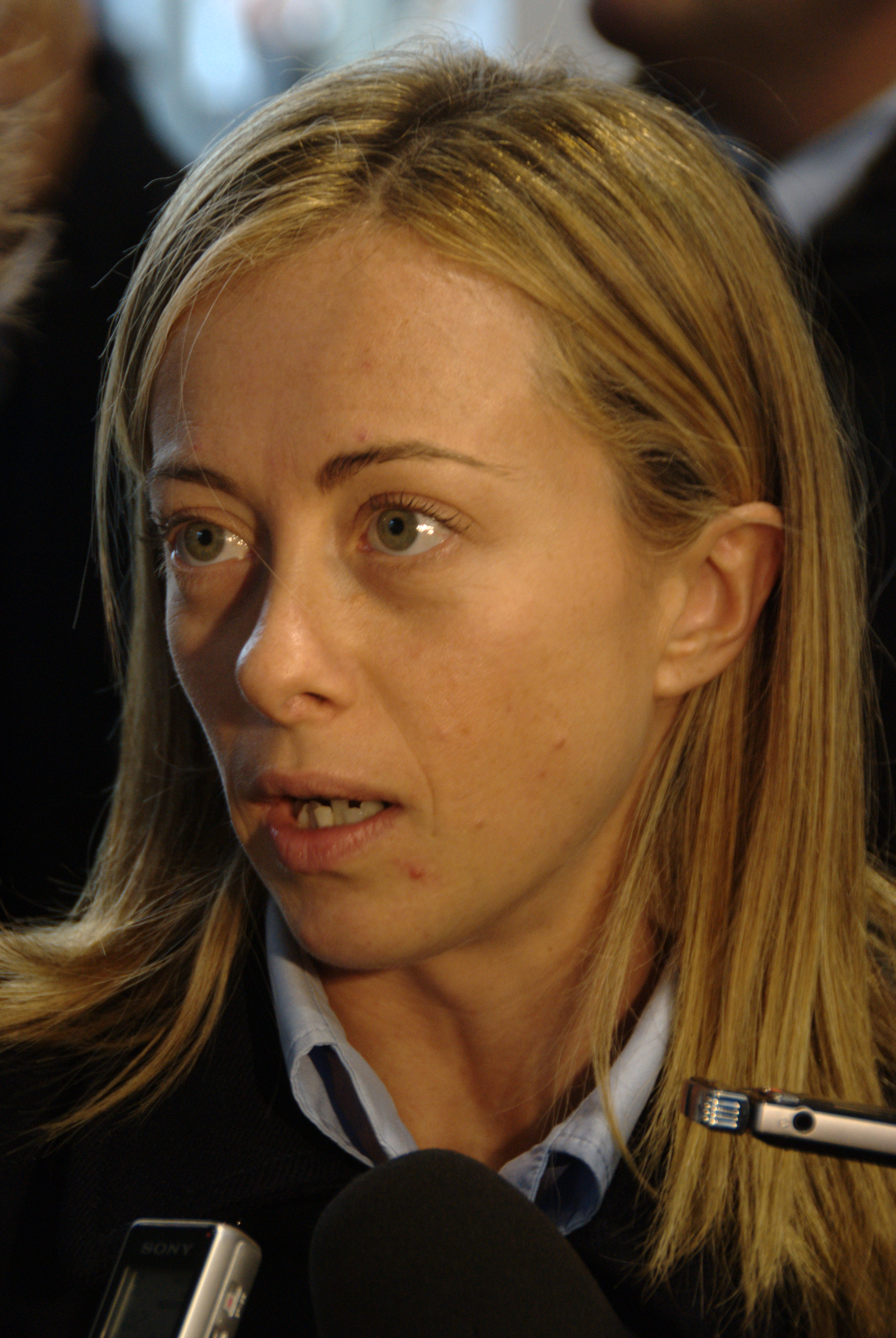
Giorgia Meloni, presidente dell'organizzazione giovanile, negli anni 2000

### Fondazione
Lo statuto del Popolo della Libertà, approvato nel corso del congresso fondativo tenutosi nel marzo 2009, prevedeva la costituzione di un proprio movimento giovanile, la cui nascita effettiva del movimento avvenne il 9 aprile 2009, giorno in cui il presidente del Popolo della Libertà Silvio Berlusconi, in applicazione delle disposizioni transitorie dello Statuto, nominò i due precedenti vertici nazionali delle due maggiori organizzazioni giovanili di partito confluite nel PdL quali responsabili congiuntamente del nuovo movimento giovanile unitario, con aventi ambedue la facoltà di definirne insieme sia l'assetto organizzativo provvisorio che la prima proposta di Regolamento da sottoporre poi alla Direzione Nazionale del PdL. Giorgia Meloni, 32 anni, già Presidente di Azione Giovani, assunse l'incarico di Presidente Nazionale del movimento, mentre Francesco Pasquali, 32 anni, già Coordinatore di Forza Italia - Giovani per la Libertà, ne divenne il Coordinatore Nazionale. Giovanni Donzelli, presidente di Azione Universitaria, assunse invece l'incarico di portavoce nazionale del movimento.

### Scelta del nome e assetto organizzativo
Il 5 agosto 2009, in una conferenza stampa presso l'ufficio del gruppo parlamentare del Popolo della Libertà alla Camera dei Deputati, i due fondatori del movimento giovanile annunciarono gli esiti di un sondaggio condotto sui due siti internet dei precedenti movimenti in esso confluiti, che indicò con elevato scarto (78%) la denominazione Giovane Italia come quella migliore per il movimento e in vantaggio rispetto a Generazione Futuro e di Giovani e Libertà, rispettivamente secondi e terzi classificati. Pertanto tale nome, rievocante altresì le omonime organizzazioni del passato (la Giovine Italia risorgimentale e la Giovane Italia degli studenti missini), venne adottato ufficialmente da Meloni e Pasquali per l'organizzazione giovanile. Intervenendo alla conferenza stampa, Stefania Craxi, fondatrice dell'omonima associazione politica di stampo riformista, annunciò di voler cedere la denominazione al movimento giovanile e commentò così la decisione: “Quando il Presidente Berlusconi me lo ha chiesto, sono stata molto contenta di mettere questo nome risorgimentale, nazionale, popolare e riformista a disposizione dei giovani del PdL. E lo sarebbe stato anche mio padre. Spero che i giovani del PdL siano animati dagli stessi sentimenti dei grandi della Giovane Italia e che questo movimento serva a selezionare la classe dirigente del nuovo Risorgimento”.
Nella medesima conferenza stampa Meloni e Pasquali presentarono le linee fondamentali dell'organizzazione da loro stabilite: a livello nazionale i due leader vennero coadiuvati da un direttivo di 8 persone. Inoltre venne deliberata la formazione di una direzione nazionale di 66 giovani; a livello regionale e provinciale venne mantenuto il modello della diarchia provvisoria per cui gli ex vertici di Azione Giovani e Forza Italia - Giovani per la Libertà divennero rispettivamente Presidenti e Coordinatori della Giovane Italia.

### Verso il primo congresso
Il 18 novembre 2010, dopo un sondaggio online sul nuovo sito dell'organizzazione, viene scelto il simbolo della Giovane Italia: un'ala tricolore.
Il 25 novembre 2010 il coordinatore nazionale di Giovane Italia, Francesco Pasquali, si dimette per aderire al movimento finiano Futuro e Libertà per l'Italia. Il 17 dicembre 2010 il Presidente del PdL Silvio Berlusconi nomina come nuovo coordinatore la deputata Annagrazia Calabria.
Le norme dello Statuto del PdL prevedono un tempo indicativo di un anno per la celebrazione del primo congresso, che dovrà definire un organigramma non più scelto dall'alto ma dal basso. Lo Statuto, redatto nel 2009, infatti sancisce espressamente l'obbligo futuro per il Presidente del partito di non compiere, ma piuttosto ratificare la scelta del leader del movimento giovanile fatta dal movimento stesso (art 23) secondo un regolamento che dovrà essere predisposto dall'organizzazione provvisoria e ratificato dalla Direzione Nazionale del PdL (lo prevedono l'articolo 49 e la VII disposizione transitoria). Il primo congresso non è mai stato convocato.

### Gli ultimi anni
Il 15 giugno 2012 l'ex ministro della gioventù Giorgia Meloni rassegna le dimissioni dalla presidenza del movimento politico giovanile della Giovane Italia definendo la decisione una scelta obbligata per il ricambio generazionale. La Meloni inoltre si è detta «rammaricata perché avrebbe sperato che le scelte dei nuovi dirigenti del movimento giovanile venissero fatte con un congresso nazionale». Nuovo presidente diviene Marco Perissa, storico dirigente di Azione Giovani, movimento giovanile di Alleanza Nazionale e consigliere del XI municipio di Roma. Oltre alla Meloni a rassegnare le dimissioni sono stati il portavoce nazionale Giovanni Donzelli, consigliere PdL in Toscana, ed il vice coordinatore nazionale della Giovane Italia Carlo Fidanza, europarlamentare, entrambi componenti della cabina di regia del movimento durante la presidenza della Meloni. Al loro posto subentrano Augusta Montaruli, consigliere e vice-capogruppo del PdL in Piemonte, come nuovo portavoce, e Carolina Varchi, già dirigente nazionale di Giovane Italia, come nuovo vicepresidente.
Alcuni dirigenti della Giovane Italia, come Carolina Varchi, Augusta Montaruli, Carlo Fidanza e Marco Perissa, con la fondazione di Fratelli d'Italia, hanno lasciato l'organizzazione per aderire al nuovo partito di Giorgia Meloni.

## Struttura

### Presidente
- Giorgia Meloni (9 aprile 2009 – 15 giugno 2012)
- Marco Perissa (giugno 2012 – dicembre 2012)

### Vicepresidente
- Carolina Varchi (2010 – dicembre 2012)

### Coordinatore
- Francesco Pasquali (9 aprile 2009 – 25 novembre 2010)
- Annagrazia Calabria (17 dicembre 2010 – 27 marzo 2014)

### Vice-coordinatore
- Carlo Fidanza (9 aprile 2009 – 15 giugno 2012)
- Armando Cesaro (2012 – 27 marzo 2014)

### Portavoce
- Giovanni Donzelli (9 aprile 2009 – 15 giugno 2012)
- Augusta Montaruli (giugno 2012 – dicembre 2012)